# Landesversammlung des Freistaates Gotha
Die Landesversammlung des Freistaates Gotha (auch Gothaer Landesversammlung oder Landesversammlung für den Staat Gotha) war das Parlament im Freistaat Sachsen-Gotha.

## Geschichte

### Vorgeschichte
Im Herzogtum Sachsen-Coburg und Gotha bestanden für beide Landesteile getrennte Landtage, die für übergreifende Fragen gemeinsam zusammentreten konnten. Am 9. November 1918 proklamierte der Gothaer Reichstagsabgeordnete Wilhelm Bock (USPD) während der Novemberrevolution auf dem Gothaer Hauptmarkt die Gothaer Republik und erklärte Herzog Carl Eduard für abgesetzt. Fünf Tage später, am 14. November, hatte letztmals der gemeinschaftliche Landtag von Sachsen-Coburg und Sachsen-Gotha in Gotha eine Sitzung an dessen Ende sich der alte Landtag selbst auflöste. Die Herzogtümer trennten sich nun. Der Nachfolger des Gothaer Landtags wurde die Landesversammlung des Freistaates Gotha.

### Bildung der Landesversammlung des Freistaates Gotha
Nach der Novemberrevolution lag die Macht in Gotha beim Arbeiter- und Soldatenrat, der von der USPD dominiert wurde. Am 23. Februar fand die erste Wahl für die Landesversammlung Gothas fest. Die USPD errang dabei die absolute Mehrheit. Aus Anlass des Kapp-Putsches im März 1920 in Berlin wurde im Freistaat Gotha von der USPD-Landesregierung zum Generalstreik aufgerufen. Dabei bewaffneten sich die Arbeiter und stürmten unter anderem das Gothaer Gefängnis. Als Reaktion wurde am 13. März 1920 eine Reichswehreinheit von Erfurt nach Gotha geschickt. In der Folge kam es in Gotha zu bürgerkriegsähnlichen Auseinandersetzungen mit mehr als 100 Toten, worauf sich der dezimierte Reichswehrverband am 18. März nach Erfurt zurückzog. Vom 26. bis 31. März folgte ein weiterer Generalstreik. Die acht Mitglieder der bürgerlichen Parteien in der Landesversammlung forderten aufgrund der Ereignisse den Rücktritt der Landesregierung. Zuletzt legten sie ihre Mandate nieder, um durch Beschlussunfähigkeit Neuwahlen zu erzwingen. Da die Landesversammlung mit den USPD-Mitgliedern weiterhin tagte, wurde wegen der verfassungswidrigen Zustände von der Opposition am 31. März eine Beschwerde an den Reichsminister des Innern gerichtet. Dies war ein Auslöser für die Reichsexekution gegen Sachsen-Gotha am 10. April 1920, was die Verhängung des Ausnahmezustandes, die Einsetzung des Reichsregierungskommissars Wilhelm Holle sowie später die Auflösung der Landesversammlung und Neuwahlen bedeutete.
Bei den Neuwahlen vom 30. Mai 1920 verlor die USPD ihre Mehrheit im Landtag an die bürgerliche Opposition.

### Umwandelung in die Gebietsvertretung
Mit der Gründung des Landes Thüringen am 1. Mai 1920 hörte der Freistaat Sachsen-Gotha zwar formal auf als souveräner Bundesstaat zu bestehen, die jeweiligen Landtage wurden jedoch in Gebietsvertretungen umgewandelt, die noch bis 1923 existierten.
Die am 30. Mai gewählte Landesversammlung wurde aber schon am 7. Januar 1921 wieder aufgelöst, da die Abgeordneten der USPD im Juli begannen, die Sitzungen der Landesversammlung zu boykottieren und durch Niederlegung ihrer Mandate das Parlament handlungsunfähig zu machen. Am 6. März 1921 fanden die Neuwahlen jetzt zur Gebietsvertretung statt. Dabei bekam der Gothaer Heimat Bund, eine Vereinigung der bürgerlichen Parteien, wieder die Mehrheit.

## Wahl zur ersten Landesversammlung
- Wahltermin: 23. Februar 1919
- Sitze im Landtag: 19

| Partei       | Prozent | Sitze |
| ------------ | ------- | ----- |
| Landbund     | 4,0     | 1     |
| DDP          | 21,0    | 4     |
| DNVP und DVP | 15,0    | 3     |
| SPD          | 9,3     | 1     |
| USPD         | 50,7    | 10    |

- Landesregierung/Rat der Volksbeauftragten: USPD mit Emil Grabow, Adolf Schauder, Albin Tenner
- Für die Abgeordneten siehe die Liste der Mitglieder der Landesversammlung des Freistaates Sachsen-Gotha (1919–1920)

## Wahl zur zweiten Landesversammlung
- Wahltermin: 30. Mai 1920
- Sitze im Landtag: 19

| Partei   | Prozent | Sitze |
| -------- | ------- | ----- |
| Landbund | 23,9    | 5     |
| DDP      | 8,7     | 1     |
| DNVP     | 4,7     | 1     |
| DVP      | 14,6    | 3     |
| SPD      | 4,6     | –     |
| USPD     | 43,5    | 9     |

- Landesregierung/Rat der Volksbeauftragten: Max Heyn (Landbund), Otto Liebetrau (DDP), Friedrich Pfeffer (DVP)
- Für die Abgeordneten siehe die Liste der Mitglieder der Landesversammlung des Freistaates Sachsen-Gotha (1920)

## Mitglieder
Für die Abgeordneten der Landesversammlung siehe die Kategorie:Mitglied der Landesversammlung des Freistaates Sachsen-Gotha